# 김제하
김제하(金濟河, 1873년 9월 26일 ~ ?)는 평안북도 지역의 유지로 일제강점기에 조선총독부 중추원 참의를 지냈다.

## 생애
평북 정주군의 유력한 양반 가문 출신이다. 20대 초반의 나이에 인근 곽산군의 향교에서 강의를 맡는 등 유교적 소양을 쌓은 인물인 동시에 상당한 자산가였다.
1907년 곽산군의 면장직을 맡은 것을 시작으로 정주 지방금융조합 설립위원, 곽산공립보통학교 학무위원 등을 지내며 지역 유지이자 명망가로 활동했다. 이 과정에서 1910년대에 존재했던 군수 자문직인 군참사를 곽산군과 정주군에서 맡았고, 1916년 메이지신궁봉찬회의 조선지부 평안북도 군위원, 1917년에는 평안북도 지방토지조사위원회 임시위원이 되는 등 지방 행정과 밀착한 친일 행적을 보였다.
1919년에 일어난 3·1 운동에 정주 지역 출신 인물들이 많이 가담하면서 민심이 술렁이자 같은 해 9월 사이토 마코토 조선총독의 각 도 대표 소집에 응하여 조선총독부가 주최한 시국강연회에서 평안북도 대표로 참여하는 등 독립 운동을 방해한 인물로 당시 대한민국 임시정부 기관지인 《독립신문》에 보도된 바 있다. 이 신문에 따르면 김제하는 "독립운동을 일망타진한다는 이유로 관내를 순회하며 무고한 사람들을 괴롭힌 사람이며 죽여야 할 자"인 것으로 보도되었다.
1920년에는 유교 계열의 친일단체로 조선총독부의 후원을 받고 있던 대동사문회가 김제하를 정주군 향교 전사(典事) 직책에 임명했다. 같은 해 정주금융조합장과 도평의회 의원이 되었고 2년 후인 1922년 중추원 참의에 임명되어 중앙 정계에도 진출했다. 이때 중추원 참의로 약 3년간 재직했으며 1929년부터 2년간 또다시 참의직을 맡았다. 1928년 일본 정부로부터 쇼와기념대례장을 수여받은 바 있다.
1940년에도 공유수면 매립으로 인해 새로 생긴 전답을 획득하는 등 경제 활동을 한 기록이 있으나 사망연도는 알려져 있지 않다.
2002년 발표된 친일파 708인 명단과 2008년 공개된 민족문제연구소의 친일인명사전 수록예정자 명단에 모두 수록되었고, 2007년 대한민국 친일반민족행위진상규명위원회가 발표한 친일반민족행위 195인 명단에도 포함되었다.

## 같이 보기
- 조선총독부 중추원
- 대동사문회

## 참고자료
- 친일반민족행위진상규명위원회 (2007년 12월). 〈김제하〉 (PDF). 《2007년도 조사보고서 II - 친일반민족행위결정이유서》. 서울. 552~558쪽쪽. 발간등록번호 11-1560010-0000002-10. [깨진 링크(과거 내용 찾기)]